# Karl Dauber

Karl Dauber, 1909

Karl Wilhelm August Franz Dauber (* 20. August 1841 in Holzminden; † 13. Mai 1922 in Braunschweig) war ein deutscher Gymnasiallehrer und Schuldirektor in Holzminden, Wolfenbüttel und Braunschweig.

## Leben

### Kindheit und Ausbildung
Dauber kam 1841 in Holzminden als Sohn des dortigen Konrektors und späteren Gymnasialdirektors Ludwig Dauber und seiner Ehefrau Johanne Caroline Amalie Dauber, geborene Steinacker, zur Welt. Er besuchte von Ostern 1851 bis zu seinem Abitur Michaelis 1860 das Herzogliche Gymnasium zu Holzminden und studierte bis Michaelis 1863 Theologie und Klassische Philologie an der Georg-August-Universität in Göttingen. Zusammen mit sieben Mitschülern aus Holzminden gründete er in Göttingen am 10. November 1860 die Studentenverbindung Holzminda, aus welcher er jedoch einige Jahre später wieder austrat.

### Vom Lehrer bis zum Studienrat
Nachdem er im Oktober 1863 sein erstes theologisches Examen bestanden hatte, widmete er sich im elterlichen Hause philologischen Studien. Er trat im Sommer 1864 für ein Vierteljahr und dauernd ab Januar 1865 zuerst als Hilfslehrer, nach im Juli 1866 bestandener Prüfung zum 17. Oktober 1866 als Collaborator in den Schuldienst des Herzoglichen Gymnasiums zu Holzminden. Im Juli 1870 bestand er das theologische Hauptexamen und wurde durch Patent vom 12. Juli 1874 zum Oberlehrer ernannt.

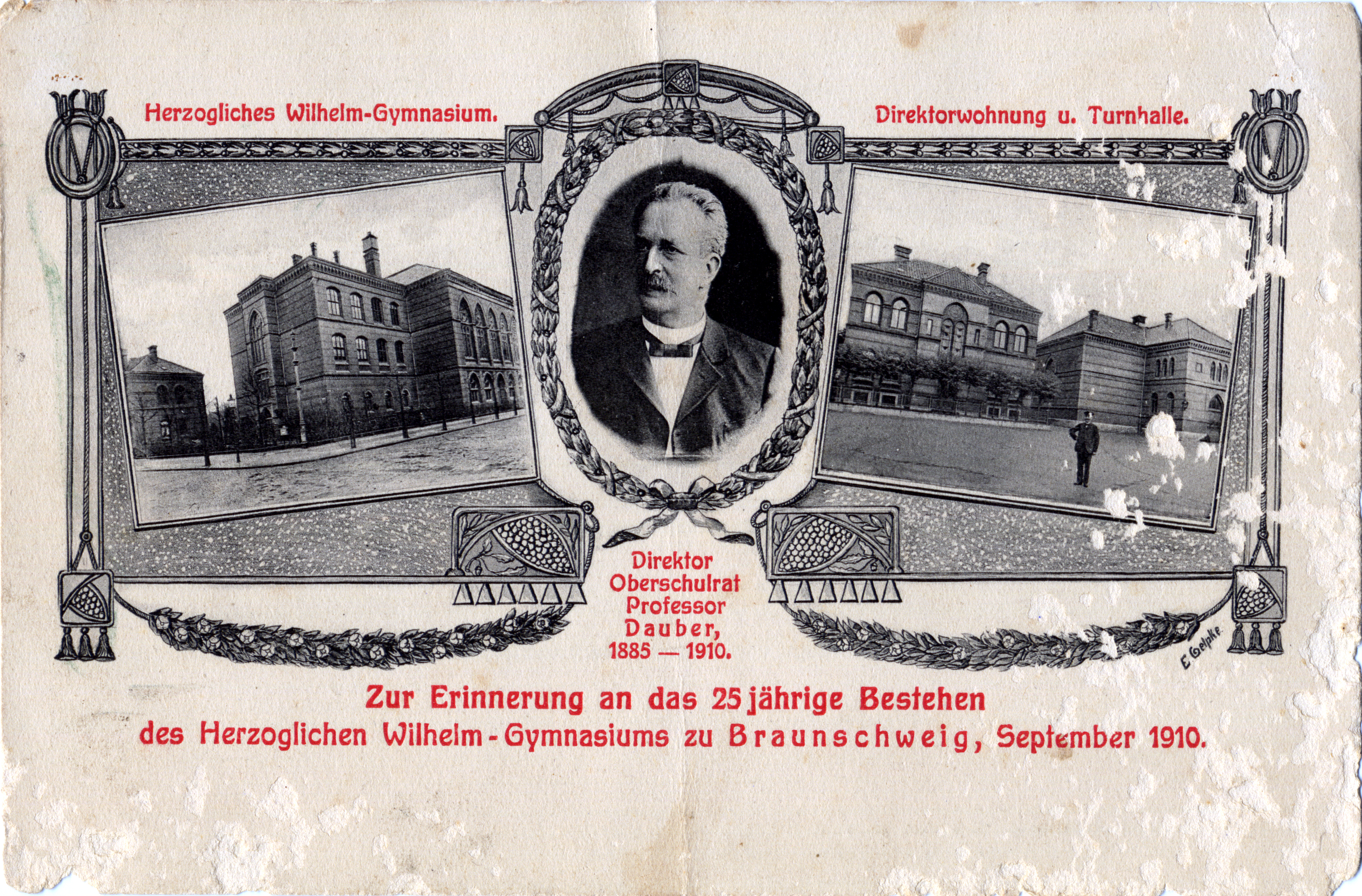
Postkarte „Zur Erinnerung an das 25-jährige Bestehen des Herzoglichen Wilhelm-Gymnasiums zu Braunschweig, September 1910“ mit einem Bild von Direktor Karl Dauber

Durch Patent vom 1. April 1884 wurde Dauber zum Gymnasialdirektor befördert und leitete das Herzogliche Gymnasium zu Holzminden fünfeinhalb Jahre bis zum 15. Oktober 1889. Für sein Wirken wurde ihm am 8. Mai 1888 das Ritterkreuz II. Klasse des Ordens Heinrichs des Löwen verliehen.
Zum Professor ernannt, wurde er anschließend als Rektor an das Herzogliche Gymnasium zu Wolfenbüttel versetzt. Seit dem 17. Juni 1891 gehörte er als außerordentliches Mitglied der Herzoglichen Ober Schulkommission und seit 30. Juni 1891 der Kommission zur Prüfung der Kandidaten des höheren Schulamts an; seit Oktober 1892 war er Mitglied der Prüfungskommission für Einjährig-Freiwillige. Am 2. Juni 1893 wurde er zum ordentlichen Mitglied der Herzoglichen Ministerial-Kommission, Sektion der geistlichen und Schulangelegenheiten, ernannt.
Zum 1. April 1893 wurde Dauber als Direktor an das Herzogliche Neue Gymnasium zu Braunschweig und als Leiter des damit verbundenen pädagogischen Seminars berufen. 1897 wurde er zum Schulrat ernannt, 1903 zum Oberschulrat. In seine Amtszeit fällt die Umbenennung der Schule in Herzogliches Wilhelm-Gymnasium zum 1. April 1906. Während seiner Zeit als Direktor waren u. a. August Hermann und Heinrich Mack als Lehrer tätig. Dauber ging zu Michaelis 1916 in Rente und starb 1922.

## Familie
Bei der Eheschließung seiner Schwester (Dorothee Luise Charlotte) Helene Dauber (* 22. Mai 1838 in Holzminden) am 31. März 1891 mit dem Ingenieur und Lehrer an der Baugewerkschule Holzminden, Alfred Maria (Rudolf) Brandstetter (* 31. September 1846 in Salzburg) in Wolfenbüttel war Dauber zusammen mit Professor Dr. Adolf Dauber (* 1828/29) aus Helmstedt, sehr wahrscheinlich der Bruder der beiden, Trauzeuge. Bis zu diesem Zeitpunkt lebte seine Schwester Helene bei Dauber im Haus auf dem Rosenwall 15 in Wolfenbüttel.
Seit dem 1. April 1893, dem Beginn seiner Tätigkeit in Braunschweig, wohnte Dauber direkt am Gymnasium im Haus des Direktors in der Adolfstraße 57, in welchem sein Vorgänger im Amt Alfred Eberhard, erster Direktor des Herzoglichen Neuen Gymnasiums, schon bis zu seiner Rente wohnte und in dem bis 1911 auch ein Fräulein Marie Dauber gemeldet war, vermutlich Daubers Tochter, Nichte oder Schwester. Ein eventueller Sohn, Neffe oder Bruder Daubers, Wilhelm Dauber, von Beruf Kaufmann, war im Jahr 1900 in der Hohethorpromenade 7 und im Jahr 1902 in der Münzstraße 15 gemeldet.
Nach seinem Abschied aus dem Dienst 1916 zog Dauber von der Adolfstraße in den Steintorwall 7a. Von 1921 bis 1927 war eine Witwe Gertrude Dauber, vermutlich Daubers Schwägerin, in der Kaiser Wilhelmstraße 35 gemeldet. Ab 1926 ist ein gleichnamiger Karl Dauber, vermutlich Daubers Sohn, Neffe oder Enkel, von Beruf Vermessungstechniker, in der Salzdahlumerstraße 4 gemeldet, ab 1930 in der Siegfriedstraße 35, von 1936 bis 1942 in der Siegfriedstraße 99.

## Werke
- Verzeichnis der Lehrer des Helmstedter Gymnasiums von 1817 bis 1882. Helmstedt, 1882.[9]